# جورج اف. کرییر
جورج اف کرییر (انگلیسی: George F. Carrier؛ زاده ۴ مهٔ ۱۹۱۸ درگذشته ۸ مارس ۲۰۰۲) یک دانشمند در زمینه ریاضیات اهل ایالات متحده آمریکا بود. او هم‌چنین در سال ۱۹۸۴ برنده جایزه دینامیک سیالات شد.